# Monte Cucco (Costiera della Mendola)
Il Monte Cucco o Monte Cuch (1.807 m s.l.m.) è una vetta delle Alpi della Val di Non nelle Alpi Retiche meridionali. Si trova a cavallo tra la Val di Non e la Valle dell'Adige, nella Provincia autonoma di Trento. 

## Descrizione
Appartiene alla piccola catena delle Cime di Vigo, fra la Val dei Molini sopra Roveré della Luna e la Rocchetta a sud, fino al valico Prà d'Arza a nord. La montagna si trova a nord della Cima Roccapiana (1873 m), con la quale è collegata dal sentiero SAT 500 (ex 504).

## Accessi
- Da Malga Bodrina: seguendo il sentiero SAT 500 si raggiunge la Cima Roccapiana (1873 m). (Ore: 1.20) Da qui si prosegue verso nord fino a superare La Portaza (1643 m) e dopo un tratto attrezzato si raggiunge il Monte Cucco. (Totale ore: 2.40).[2]

## Traversate
- Da Malga Bodrina a Favogna:  seguendo il sentiero SAT 500 si raggiunge la Cima Roccapiana (1873 m). (Ore: 1.20) Da qui si prosegue verso nord fino a superare La Portaza (1643 m) e dopo un tratto attrezzato si raggiunge il Monte Cucco. (Ore: 2.40). Scendendo sulla dorsale si giunge al valico Prà d'Arza (1566 m) e da qui seguendo il tracciato n. 3 si cala nell'altipiano di Favogna.[1]
- Al Monte di Mezzocorona: seguendo il sentiero SAT 500 si raggiunge Malga Bodrina. (Ore: 2.40). Da qui si raggiunge il Bait degli Aiseli (1414 m) e località Plon (991 m), proseguendo verso sud si arriva al Monte di Mezzocorona (883 m).[2]